# Blaine (Minnesota)
Blaine is een plaats (city) in de Amerikaanse staat Minnesota, en valt bestuurlijk gezien onder Anoka County en Ramsey County.

## Demografie
Bij de volkstelling in 2000 werd het aantal inwoners vastgesteld op 44.942.
In 2006 is het aantal inwoners door het United States Census Bureau geschat op 55.144, een stijging van 10202 (22,7%).

## Geografie
Volgens het United States Census Bureau beslaat de plaats een oppervlakte van
88,1 km², waarvan 87,7 km² land en 0,4 km² water.

## Plaatsen in de nabije omgeving
De onderstaande figuur toont nabijgelegen plaatsen in een straal van 8 km rond Blaine.